# Małyje Arbaty
Małyje Arbaty (ros. Малые Арбаты) – osiedle w Rosji, w Chakasji, w rejonie tasztypskim. W 2010 liczyło 1472 mieszkańców.